# Heteralonia axumitae
Heteralonia axumitae är en tvåvingeart som först beskrevs av Greathead 1967.  Heteralonia axumitae ingår i släktet Heteralonia och familjen svävflugor.
Artens utbredningsområde är Etiopien. Inga underarter finns listade i Catalogue of Life.